# Waldfensterer Forst
Der Waldfensterer Forst ist ein 11,29 km² großes gemeindefreies Gebiet im Landkreis Bad Kissingen in der bayerischen Rhön. Das Gebiet ist komplett bewaldet.

## Geografie

### Lage
Der Waldfensterer Forst liegt westlich des Marktes Burkardroth, mit dem namensgebenden Ortsteil Waldfenster. Durch das Gebiet verläuft die Bundesstraße 286. Die höchste Erhebung ist das Königsrondell mit 525 m ü. NN. Eine kleine Exklave des Waldfensterer Forstes mit einer Fläche von rund 23 Hektar befindet sich südöstlich an der Platzer Kuppe (737 m).

### Nachbargemeinden
| Markt Geroda           |                  |                   |
| Gemeinde Wartmannsroth |                  | Markt Burkardroth |
|                        | Markt Oberthulba |                   |